# كونراد مارتن
كونراد مارتن (بالألمانية: Konrad Martin)‏ (و. 1812 – 1879 م) هو كاهن كاثوليكي من مملكة بروسيا، توفي عن عمر يناهز 67 عاماً.

## مناصب
تولى منصب أسقف كاثوليكي (منذ 17 أغسطس 1856)
- مطران  [لغات أخرى]‏

.

## التعليم
تعلم في جامعة لودفيغ ماكسيميليان في ميونخ، وتعلم في جامعة فورتسبورغ، وتعلم في جامعة هاله، وتعلم في جامعة مونستر
.